# Discovery (ruimteveer)

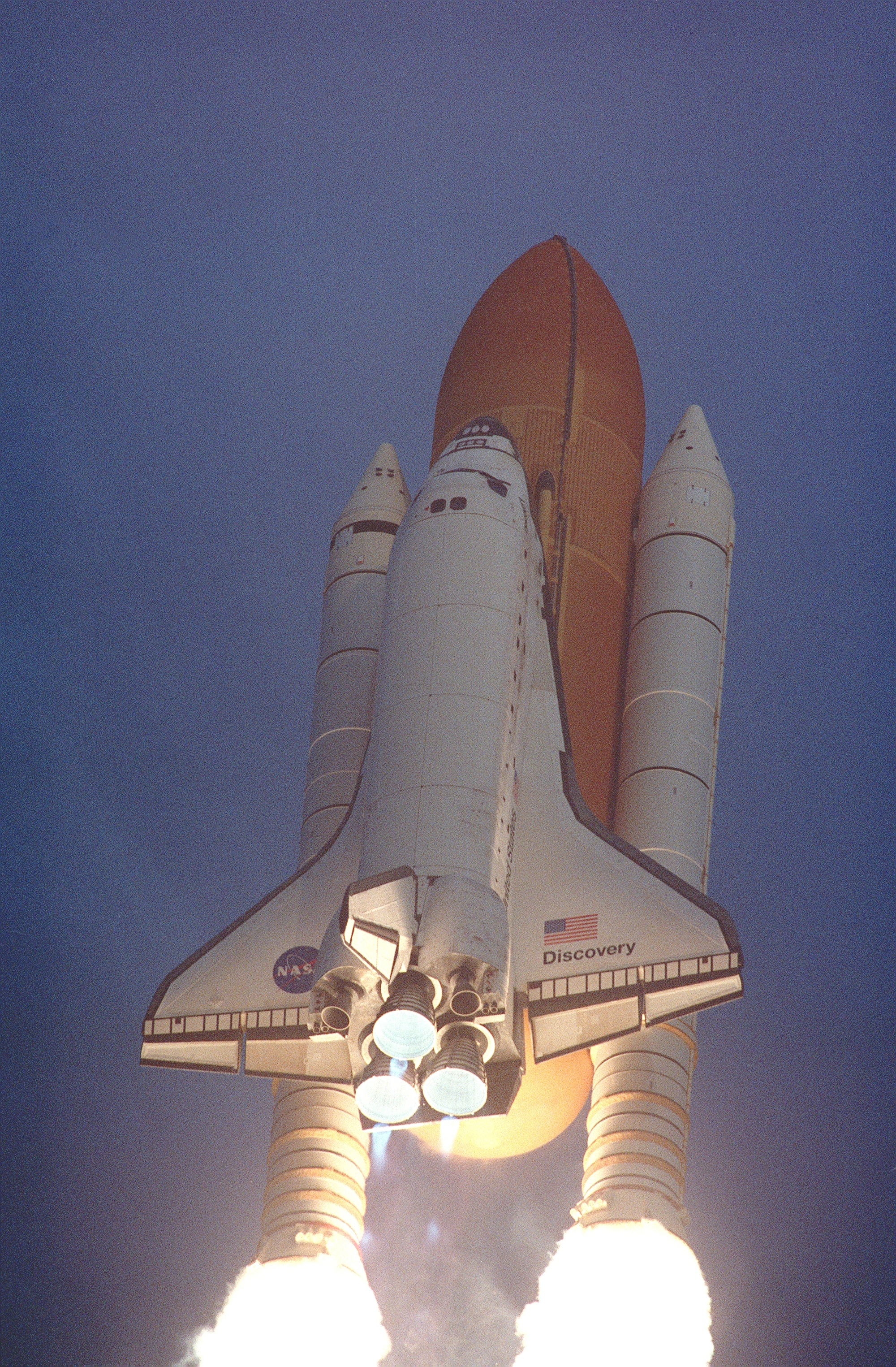
Lancering van de spaceshuttle Discovery op 27 mei 1999

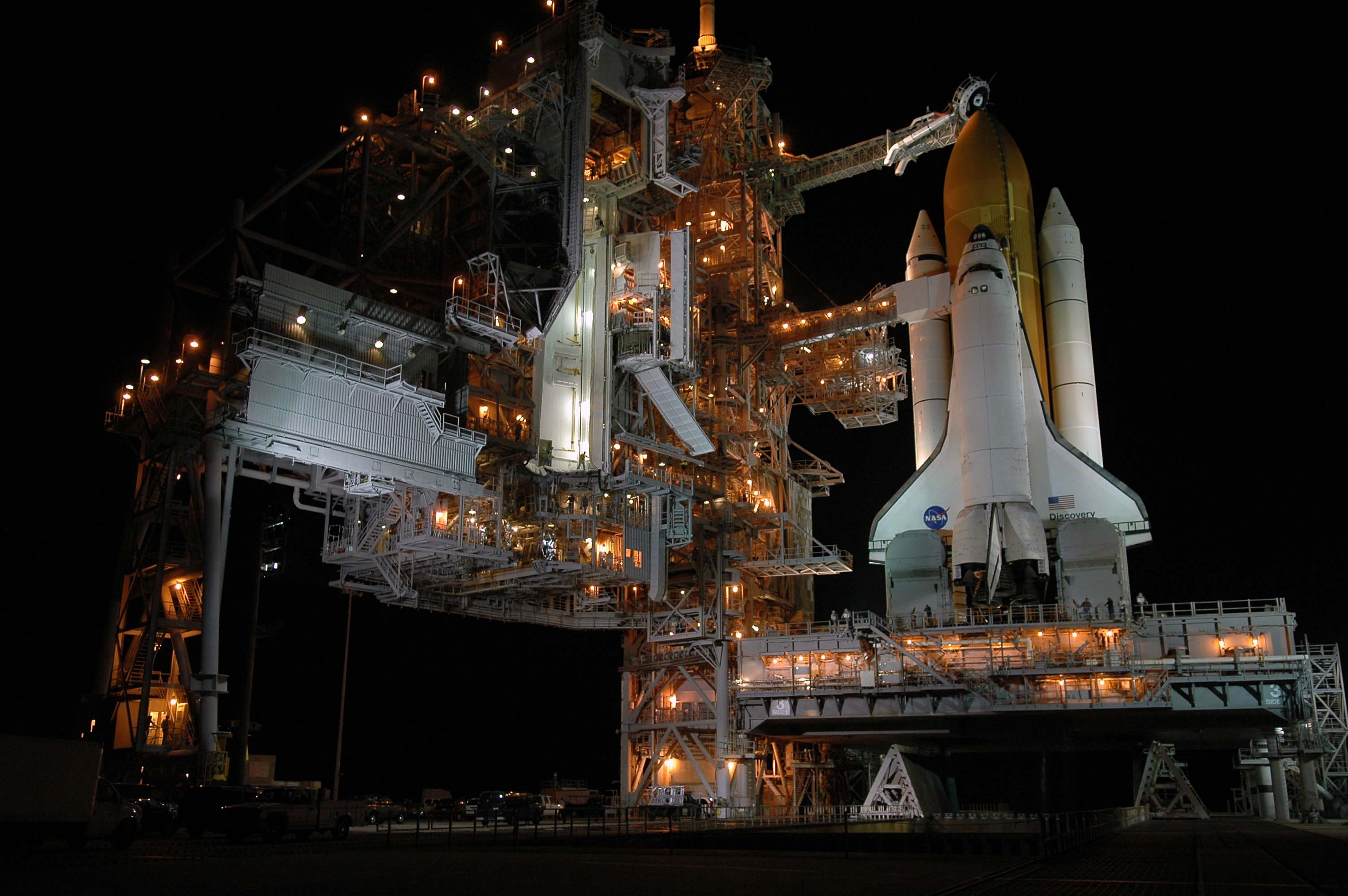
De Discovery 's nachts voor de lancering van vlucht STS-114

De Discovery (NASA-aanduiding OV-103) was de derde van de vijf operationele Amerikaanse spaceshuttles die werden gebouwd.
De Discovery is genoemd naar een van de twee schepen van de Britse ontdekkingsreiziger James Cook die rond 1770 werden gebruikt voor reizen over de Grote Oceaan die hebben geleid tot de ontdekking van Hawaï. Naar het zusterschip van Cooks Discovery is de Endeavour vernoemd.
Doordat er veel ervaring was opgedaan met de bouw van de Enterprise, de Columbia en de Challenger was de Discovery een stuk lichter dan de Columbia.

## Vluchten
De eerste vlucht van de Discovery vond plaats op 30 augustus 1984. Sindsdien heeft de Discovery onder meer de ruimtetelescoop Hubble en de ruimtesonde Ulysses in de ruimte gebracht. In 1997 en 1999 heeft de Discovery nog onderhoudsbezoeken gebracht aan de ruimtetelescoop Hubble. In 2000 en 2001 zijn met deze shuttle drie missies naar het Internationaal ruimtestation ISS uitgevoerd voor het leveren van compartimenten voor het station, het afwisselen van de bemanning en het leveren van voorraden.

### Vlucht STS-114 (31)
Sinds het verongelukken van de Columbia (1 februari 2003) werden tijdelijk geen spaceshuttles meer gelanceerd. Na een onderzoeksperiode van ruim twee jaar was de Discovery de eerste spaceshuttle die weer werd gelanceerd. De lancering vond plaats op 26 juli 2005 om 16.39 uur en verliep op het eerste gezicht succesvol. Ook deze keer brak echter een brok isolatieschuim van de brandstoftank. Dit heeft niets geraakt, maar had het hitteschild van de Discovery onherstelbaar kunnen beschadigen. Komende vluchten van de spaceshuttle werden wederom opgeschort tot er een oplossing voor dit probleem was gevonden. Na een reparatie aan het hitteschild, waarbij enkele stukjes uitstekend voegsel werden verwijderd, landde de Discovery op dinsdag 9 augustus om 14.12 uur (Nederlandse tijd) op Edwards Air Force Base in Californië, nadat een eerdere landing op Kennedy Space Center was uitgesteld in verband met slecht weer.

### Vlucht STS-121 (32)
Op 4 juli 2006 werd de Discovery weer gelanceerd. Na een uitgebreid veiligheidsonderzoek zag NASA geen reden om de Discovery langer aan de grond te houden. De Discovery vervoerde vracht zoals levensmiddelen. Tijdens een ruimtewandeling werden diverse onderdelen van het Internationaal ruimtestation ISS vervangen. Op 17 juli landde de shuttle weer veilig op aarde.

### Vlucht STS-116 (33)
Bijna vier jaar na het ongeluk met de Columbia was de eerste nachtelijke lancering van een spaceshuttle. In de nacht van 9 op 10 december 2006 vertrok de Discovery voor zijn 33ste vlucht met zeven astronauten van Kennedy Space Center in Florida om werken uit te voeren aan het Internationale ruimtestation ISS. Er waren vier ruimtewandelingen nodig om de P5 Truss te koppelen en voor het herbekabelen van het ruimtestation zodat het elektrisch vermogen kon worden verdubbeld. Dit was nodig voor het verder uitbouwen van het station zodat zes in plaats van drie astronauten gelijktijdig kunnen werken in het ISS. Op vrijdag 22 december, na een succesvolle missie, landde de Discovery op landingsbaan 15 van de Shuttle Landing Facility.

## Vluchtgeschiedenis
| #  | Datum             | Missie   | Lanceercomplex               | Landingsdatum     | Landingsplaats         |
| -- | ----------------- | -------- | ---------------------------- | ----------------- | ---------------------- |
| 1  | 30 augustus 1984  | STS-41-D | LC-39A, Kennedy Space Center | 5 september 1984  | Edwards Air Force Base |
| 2  | 8 november 1984   | STS-51-A | LC-39A, Kennedy Space Center | 16 november 1984  | Kennedy Space Center   |
| 3  | 24 januari 1985   | STS-51-C | LC-39A, Kennedy Space Center | 27 januari 1985   | Kennedy Space Center   |
| 4  | 12 april 1985     | STS-51-D | LC-39A, Kennedy Space Center | 19 april 1985     | Kennedy Space Center   |
| 5  | 17 juni 1985      | STS-51-G | LC-39A, Kennedy Space Center | 24 juni 1985      | Edwards Air Force Base |
| 6  | 27 augustus 1985  | STS-51-I | LC-39A, Kennedy Space Center | 3 september       | Edwards Air Force Base |
| 7  | 29 september 1988 | STS-26   | LC-39B, Kennedy Space Center | 3 oktober 1988    | Edwards Air Force Base |
| 8  | 13 maart 1989     | STS-29   | LC-39B, Kennedy Space Center | 18 maart 1989     | Edwards Air Force Base |
| 9  | 22 november 1989  | STS-33   | LC-39B, Kennedy Space Center | 27 november 1989  | Edwards Air Force Base |
| 10 | 24 april 1990     | STS-31   | LC-39B, Kennedy Space Center | 29 april 1990     | Edwards Air Force Base |
| 11 | 6 oktober 1990    | STS-41   | LC-39B, Kennedy Space Center | 10 oktober 1990   | Edwards Air Force Base |
| 12 | 28 april 1991     | STS-39   | LC-39A, Kennedy Space Center | 6 mei 1991        | Kennedy Space Center   |
| 13 | 12 september 1991 | STS-48   | LC-39A, Kennedy Space Center | 18 september 1991 | Edwards Air Force Base |
| 14 | 22 januari 1992   | STS-42   | LC-39A, Kennedy Space Center | 30 januari 1992   | Edwards Air Force Base |
| 15 | 2 december 1992   | STS-53   | LC-39A, Kennedy Space Center | 9 december 1992   | Edwards Air Force Base |
| 16 | 8 april 1993      | STS-56   | LC-39B, Kennedy Space Center | 17 april 1993     | Kennedy Space Center   |
| 17 | 12 september 1993 | STS-51   | LC-39B, Kennedy Space Center | 22 september 1993 | Kennedy Space Center   |
| 18 | 3 februari 1994   | STS-60   | LC-39A, Kennedy Space Center | 11 februari 1994  | Kennedy Space Center   |
| 19 | 9 september 1994  | STS-64   | LC-39B, Kennedy Space Center | 20 september 1994 | Edwards Air Force Base |
| 20 | 3 februari 1995   | STS-63   | LC-39B, Kennedy Space Center | 11 februari 1995  | Kennedy Space Center   |
| 21 | 13 juli 1995      | STS-70   | LC-39B, Kennedy Space Center | 22 juli 1995      | Kennedy Space Center   |
| 22 | 11 februari 1997  | STS-82   | LC-39A, Kennedy Space Center | 21 februari 1997  | Kennedy Space Center   |
| 23 | 7 augustus 1997   | STS-85   | LC-39A, Kennedy Space Center | 19 augustus 1997  | Kennedy Space Center   |
| 24 | 2 juni 1998       | STS-91   | LC-39A, Kennedy Space Center | 12 juni 1998      | Kennedy Space Center   |
| 25 | 29 oktober 1998   | STS-95   | LC-39B, Kennedy Space Center | 7 november 1998   | Kennedy Space Center   |
| 26 | 27 mei 1999       | STS-96   | LC-39B, Kennedy Space Center | 6 juni 1999       | Kennedy Space Center   |
| 27 | 19 december 1999  | STS-103  | LC-39A, Kennedy Space Center | 27 december 1999  | Kennedy Space Center   |
| 28 | 11 oktober 2000   | STS-92   | LC-39A, Kennedy Space Center | 24 oktober 2000   | Edwards Air Force Base |
| 29 | 8 maart 2001      | STS-102  | LC-39B, Kennedy Space Center | 21 maart 2001     | Kennedy Space Center   |
| 30 | 10 augustus 2001  | STS-105  | LC-39A, Kennedy Space Center | 22 augustus 2001  | Kennedy Space Center   |
| 31 | 26 juli 2005      | STS-114  | LC-39B, Kennedy Space Center | 9 augustus 2005   | Edwards Air Force Base |
| 32 | 4 juli 2006       | STS-121  | LC-39B, Kennedy Space Center | 17 juli 2006      | Kennedy Space Center   |
| 33 | 9 december 2006   | STS-116  | LC-39B, Kennedy Space Center | 22 december 2006  | Kennedy Space Center   |
| 34 | 23 oktober 2007   | STS-120  | LC-39A, Kennedy Space Center | 7 november 2007   | Kennedy Space Center   |
| 35 | 31 mei 2008       | STS-124  | LC-39A, Kennedy Space Center | 14 juni 2008      | Kennedy Space Center   |
| 36 | 15 maart 2009     | STS-119  | LC-39A Kennedy Space Center  | 28 maart 2009     | Kennedy Space Center   |
| 37 | 28 augustus 2009  | STS-128  | LC-39A, Kennedy Space Center | 11 september 2009 | Edwards Air Force Base |
| 38 | 5 april 2010      | STS-131  | LC-39A, Kennedy Space Center | 20 april 2010     | Kennedy Space Center   |
| 39 | 24 februari 2011  | STS-133  | LC-39A, Kennedy Space Center | 9 maart 2011      | Kennedy Space Center   |

## Trivia

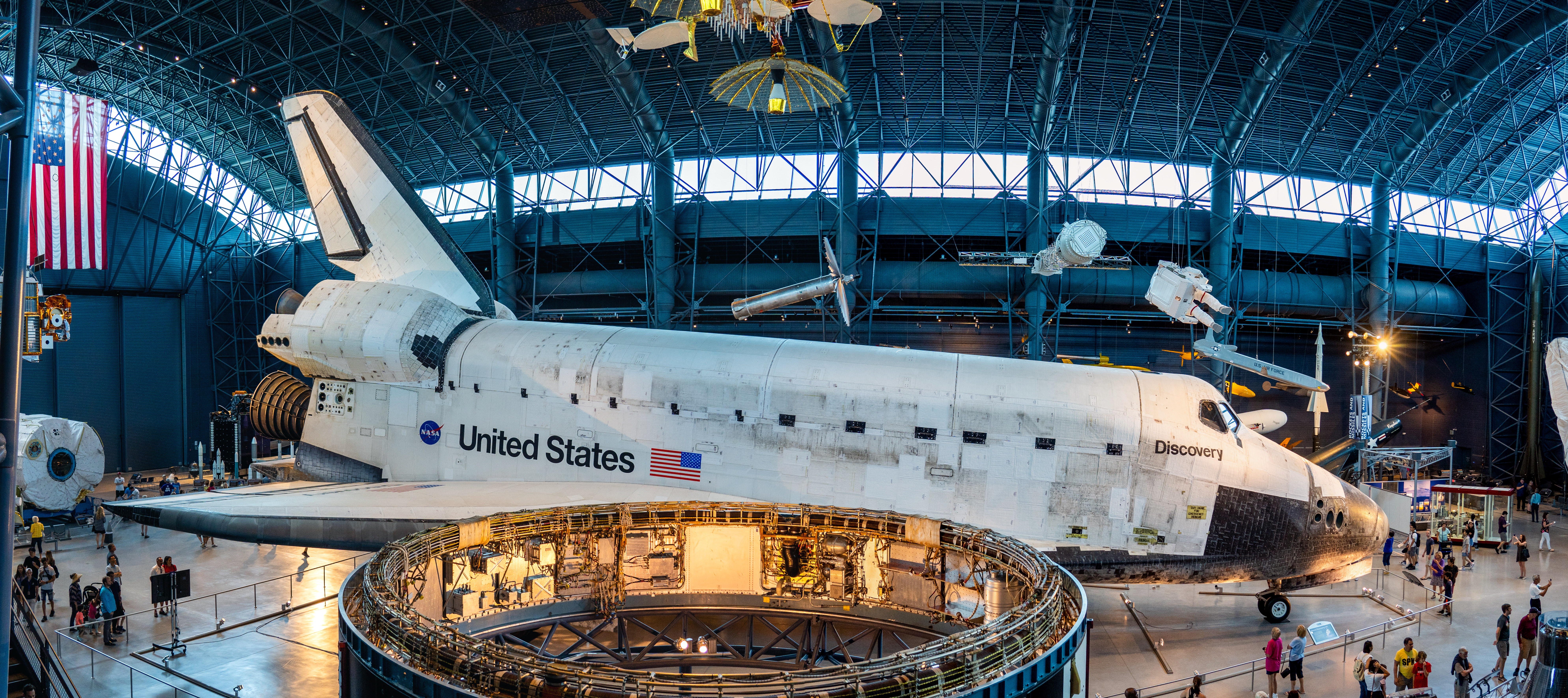
Discovery in het Steven F. Udvar-Hazy-centrum

- Op 17 april 2012 maakte de Discovery zijn laatste vlucht. Op een Shuttle Carrier Aircraft werd hij vervoerd naar het Steven F. Udvar-Hazy-centrum van het National Air and Space Museum in Chantilly.
- Discovery is de enige van de tentoongestelde spacehuttles die zijn watertanks nog heeft. Die van de Atlantis en Endeavour zijn in 2015 verwijderd om in het ISS opnieuw in gebruik te worden genomen.[1]

## Externe link

Landing op Edwards Air Force Base op 24 oktober 2000
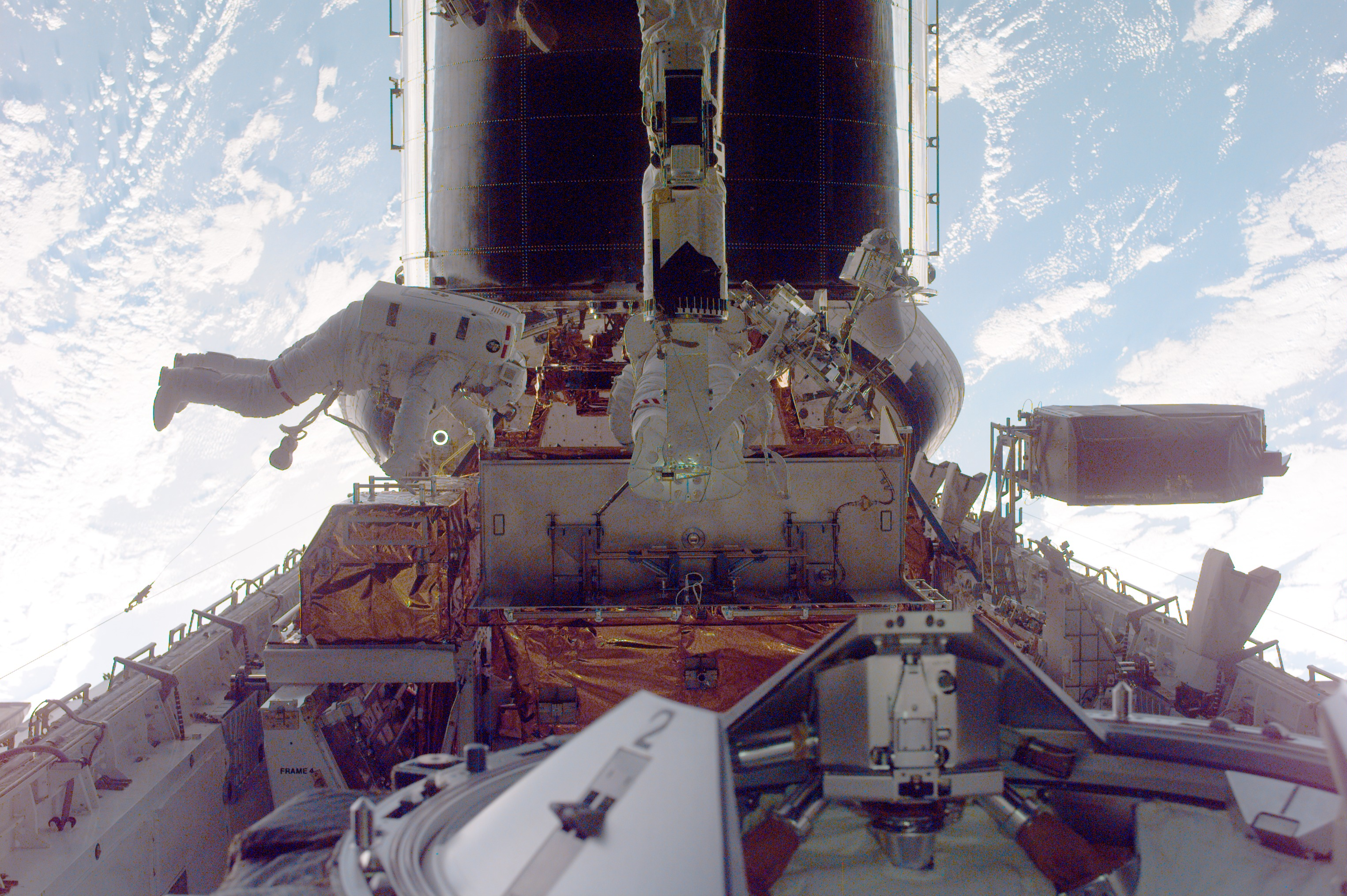
Astronaut verricht onderhoud aan de ruimtetelescoop Hubble
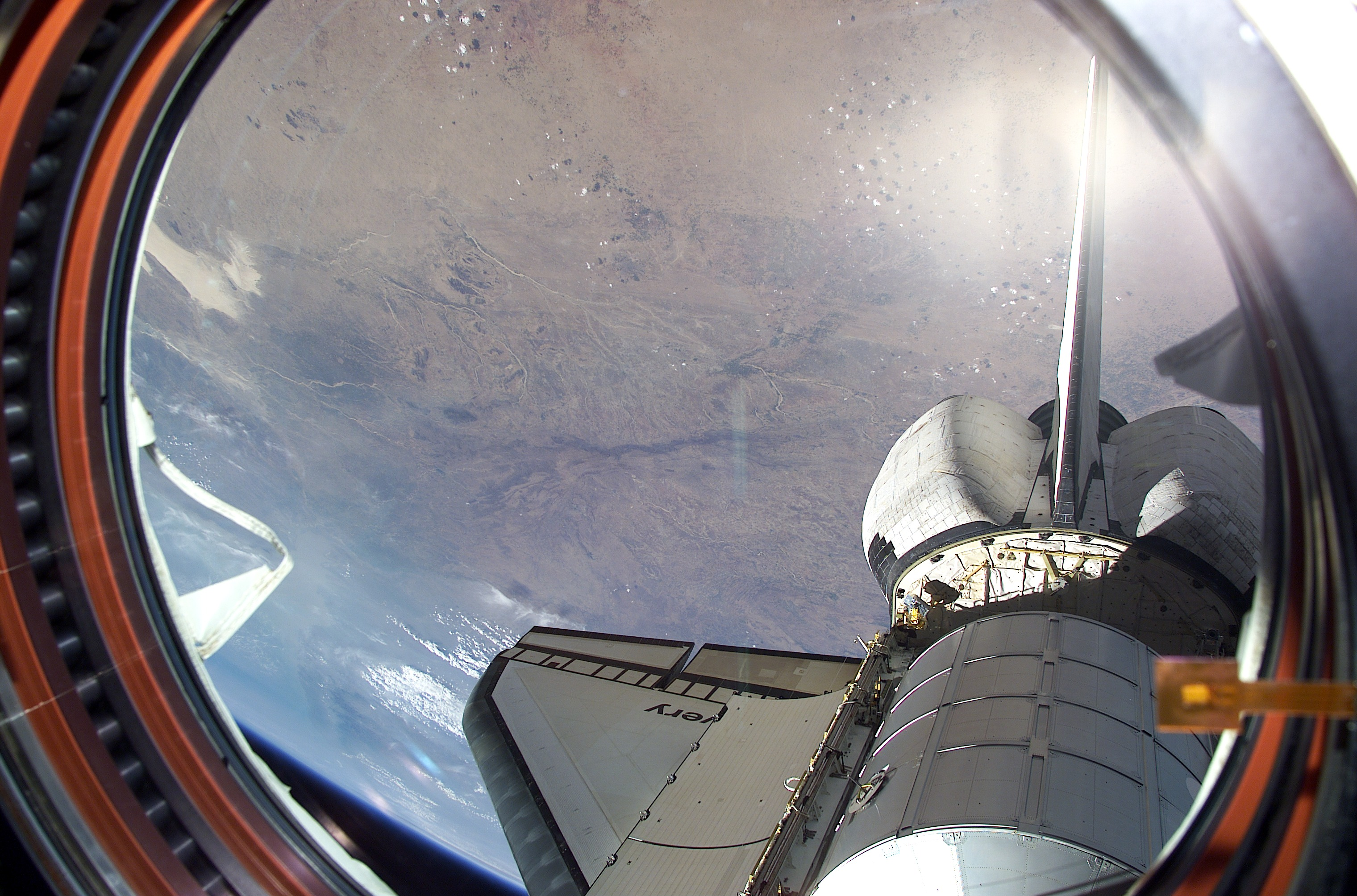
Leonardo Multi Purpose Logistics Module in de Discovery, gezien vanuit het ISS